# Учебный год
Учебный год — период времени от начала занятий до основных каникул, обозначающий годичный цикл учебного процесса (отсюда и название) в образовательных учреждениях.
Как правило, учебный цикл (год) длится 9—10 месяцев, начинаясь (в разных странах) в конце августа/начале сентября и завершаясь к концу мая/началу июня (у выпускных классов в начале июня выпускные экзамены), а в учреждениях профессионального образования — к концу июня/началу июля (в течение июня проходят экзаменационные сессии). Обозначается номерами двух следующих друг за другом календарных годов, на которые приходится (например, «2024/2025 учебный год»).
Существование понятия «учебного года» связано с тем, что большинство учебных заведений среднего, среднего специального и высшего образования функционируют с годовой периодичностью. В России очередной цикл обучения начинается 1 сентября, этот день является первым днём учебного года и называется «Днём знаний». В течение учебного года длится обучение в одном классе школы, на одном курсе высшего или среднего специального учебного заведения.
В учебном году выделяют учебное и каникулярное время. Обычно в среднем образовании 1-м классе учебное время составляет 33 недели, во 2—11-х классах — 34—37 недель. Это прописывается в Уставе образовательного учреждения (статья 13 ФЗ «Об образовании»). В высшем образовании в учебном времени выделяют теоретическое обучение, учебную и производственную практику, экзаменационную сессию, подготовку и защиту дипломной работы и другое; максимальная общая продолжительность учебного времени — 45 недель.
Учебный год, не считая летних каникул, делится на более мелкие циклы: на 4 четверти, 3 триместра или даже на шестинедельные циклы (5 недель учёбы, 1 неделя отдыха) в первой и второй ступенях средней школы; на 2 полугодия (семестра) в старших классах школы и учебных заведениях более высокого уровня. За каждый такой цикл, как и за учебный год в целом, выставляется итоговая оценка успеваемости по каждой учебной дисциплине.
Семе́стр (через фр. semestre от лат. sēmestris (*secsmestris) «шестимесячный») — обозначение полугодия в высших и средних специальных учебных заведениях. В семестр обычно также включаются каникулы. В зависимости от страны, а иногда и от университета/школы семестры отличаются в дате начала/конца и балансе между учёбой/отдыхом и работой.
Триме́стр (лат. trimestris «трёхмесячный») — часть учебного года в учебных заведениях некоторых стран (например, в Великобритании, частично в США, Мексике и России). Длительность триместра 10—12 недель.
Четверть - четвёртая часть учебного года. Всего в учебном году 4 четверти: 
1 и 2 четверть - 8 учебных недель;
3 четверть - 11 учебных недель (10 для 1-го класса);
4 четверть - 7 учебных недель. Является одним из самых популярных видов деления учебного года.
Биме́стр — Довольно редкий формат, которым пользуются некоторые гимназии и школы при вузах. Год делится на пять учебных периодов (биместров) по семь недель, между ними — пять каникул по две недели. Учебный год длится 10 месяцев
Модуль — год делится на 6 частей, которые длятся 5-6 недель, и каникулы длятся неделю.